# グリーングリーン
「グリーングリーン」 (Green, Green) は、アメリカ合衆国のフォークグループ、ニュー・クリスティ・ミンストレルズが1963年に歌った歌である。なお、ニュー・クリスティ・ミンストレルズの日本盤シングルのジャケットでは中黒を入れて「グリーン・グリーン」と表記されている。
メンバーだったバリー・マクガイアとランディ・スパークス (Randy Sparks) が作曲し、このグループの最初のヒット曲となった。その後も多くの歌手にカバーされている。
マクガイアはこの曲のヒット後にソロ転向し、「Eve of Destruction（明日なき世界）」がヒット、ママス&パパスを発掘しスカウトしている。

## シングル収録曲（日本盤）
ニュー・クリスティ・ミンストレルズ版
CBSコロムビア LL 476
1. グリーン・グリーン (Green, Green)
2. リング・オブ・ファイア (Ring of Fire) - 歌：ジョニー・キャッシュ

CBSソニー SONG 80112
1. グリーン・グリーン (Green, Green)
2. コットン・フィールズ (Cotton Fields)

CBSソニー SDOPB 231、06SP 387
1. グリーン・グリーン (Green, Green)
2. トゥデイ (Today)

ヴィレッジ・ストンパーズ版（EPICソニー LL-6016）
1. グリーン・グリーン (Green Green)
2. 風に吹かれて (Blowin' In The Wind)

## 英語以外の歌詞
フランス語版は、Les Super-Jetsが英語版と同じ「Green, Green」の曲題で歌ったものや、ダリダが歌った「Ding ding」がある。
ドイツ語版は、ニュー・クリスティ・ミンストレルズが自ら歌った「Grün, grün ist Tennessee」のほか、これとは別の歌詞のクリフ・リチャードが歌った「Du, du gefällst mir so」、ブルース・ロウ (Bruce Low) が歌った「Grün, grün」がある。
その他、アン・ルイーズ・ハンソン (Ann-Louise Hanson) が歌ったスウェーデン語版「Ding-Ding」、Rangersが歌ったチェコ語版「Vím, vím」、Bjørn Tidmandが歌ったデンマーク語版「Blå, blå」、Georg Dolivoが歌ったフィンランド語版「Maantie」がある。

### 日本語詞

#### 片岡輝の詞
日本では片岡輝の作詞により父と子の対話と別れを描いた作品として知られており、これは原詞の翻訳ではなく独自に作詞したものである。片岡の詞には「パパ」が頻繁に出てくるが、原詞にはパパは一切登場せず、出てくるのはママのみである。歌詞中にある“二度とかえって来ない遠い旅路”に出かけた「パパ」の身上に何が起こったかに関しては下記の通り様々な解釈が存在するが、作詞した片岡自身は読み手がどう解釈するかは自由であるとの発言をしている。
- 反戦歌（作詞時期は世界的にベトナム戦争への反戦ブームであり、片岡も戦争経験者であり反戦支持だった）。
- なんらかの理由（病気や老衰など）で死亡。
- 原詞の再解釈（南北戦争に徴兵された）。
- （黒人に対する）人種差別により無実の罪で処刑された。
- パパとママが離婚しパパが出ていった。

片岡による日本語詞は1974年以後、何度か日本の音楽教科書に掲載されている。
通常、小学生の唱歌としては3番までの比較的明るい（軽い）歌詞内容の部分までしか紹介されないが、全部で7番まで歌詞があり、4番目以降から歌詞内容が急に重くなる。NHK『みんなのうた』の版（編曲：小森昭宏）では歌詞番号が進むにつれ半音ずつ高く転調（移調）してゆき、歌詞内容と裏腹に前向きな雰囲気をかもし出す。遅かれ早かれどうにもならない「死」が不可避であるという現実にめげず精一杯生きて行こうという応援歌であるとの解釈が一般的である。
また、同じくNHKの『歌のメリーゴーラウンド』『おかあさんといっしょ』『真剣10代しゃべり場』『ドレミノテレビ』でも使用された。
キャンディーズが1974年に発売したアルバム『なみだの季節』にも、キャンディーズと日本大学理工系アメリカ民謡研究会との共演で一部を片岡の日本語詞・一部を英語詞で歌う同曲が収録されている。

#### その他の日本語詞
1964年にデューク・エイセスがアルバム『花はどこへいった』で片岡輝の詞とは異なる日本語詞で歌っている。2012年発売のアルバム『プレミアム・ツイン・ベスト デューク・エイセス、世界のスタンダードを歌う』にも収録されている。
1971年にはザ・ドリフターズもアルバム『ドリフターズ再び全員集合』で取り上げているが、片岡輝の詞でも原曲に忠実な訳詞でもなく、この曲のメインヴォーカルである加藤茶のキャラクターに沿った新たな詞（作詞：なかにし礼）がつけられていた。

## みんなのうた
先述の通りNHKの『みんなのうた』で放送されたが、放送されたのは1967年の4月から5月までだった。訳詞は片岡輝、編曲は小森昭宏で、歌は杉並児童合唱団が担当した。放送では7番まである内、1・2・3・7番を歌い、7番は後半のサビの部分を繰り返して、コーダ部分は縮小された。1・2・3・5・6・7番の部分は『あおぞらには』だが、4番だけは『まぶたには涙あふれ』の部分となった。
当時は主にキングレコードから発売された『みんなのうた』LP（1968年5月発売『NHKみんなのうた Vol.4』（規格品番：KR-1037）など）に収録、その後もキング発売のCDに収録（いずれもフルコーラス）されたものの、再放送はされていなかったが、2011年からの「みんなのうた発掘プロジェクト」で音声が発掘され、2016年6月 - 7月にラジオのみで49年ぶりの再放送となる。

## 使用
- 1960年代にNHK『歌のメリーゴーラウンド」で使用された。1967年2月発売のLP『歌のメリーゴーラウンド第3集』（日本コロムビア KKS-4005）に横田浩和・東京マイスタージンガーと杉並児童合唱団の歌で収録されている。
- 1985年 映画『哀しい気分でジョーク』はグリーン・グリーン日本語歌詞を題材にしており、劇中でも繰り返し歌われる。
- 1992年にNHKの『第43回NHK紅白歌合戦』にて嘉門達夫の「替え唄メドレー〜紅白バージョン〜」の一節として本曲（の一部分）が演奏された[注 1]。
- 2002年にNHK教育テレビ『真剣10代しゃべり場』の主題歌としてIn The Soupによってカバーされた（片岡輝の日本語詞）。
- 2005年にはコンピュータゲーム「ちびロボ!」のCMソングに使われた（片岡輝の日本語詞）。
- 2010年の1月から、嵐出演の麒麟麦酒『淡麗グリーンラベル』のCMで起用（英語詞）。
- 2011年にはアニメ『日常』のエンディングテーマとして佐咲紗花によってカバーされた（片岡輝の日本語詞）。
- 2016年にはキャロル・マールス・ディーンハイム（水瀬いのり）がカバーし、アニメ『戦姫絶唱シンフォギアGX』BD/DVD6巻の期間・初回限定封入特典のボーナスCDに収録された（片岡輝の日本語詞）。
- 2019年1月1日放送のNHK教育テレビ『Eテレ60 Eうた♪ココロの大冒険』ではMrs.GREEN APPLEによってカバーされた（片岡輝の日本語詞）[5]。
- かつて存在したプロ野球球団の南海ホークスはイメージカラーが緑であったため、この曲が非公式な応援歌として使用されていた。
- 2007年に放映されたフジテレビの深夜番組「環境野郎Dチーム」のエンディング曲として、平井理央アナウンサーによる替え歌が歌われていた。
- Jリーグの柏レイソルの応援歌「レッツゴー柏」はグリーングリーンが原曲（前奏のトランペットとヴォーカルとではキーが大きく変わるのが特徴）。日本代表のサポーターも使用している他、流通経済大学付属柏高等学校サッカー部も地元の柏レイソルにあやかって応援歌に使用している。
- 2007年12月1日に常磐線牛久駅1番線の発車メロディとして採用。
- プロ野球・横浜ベイスターズに所属していたライアン・グリン投手の応援歌は姓にちなんでグリーングリーンの替え歌となっていた（大洋[注 2]およびロッテ時代の高橋雅裕も同曲を使用していた）。なおグリンの綴りはGreenでなくGlynnである。
- 浜名湖競艇場の締め切り5分前を知らせる音楽として採用されている。
- BCリーグの富山GRNサンダーバーズも応援歌に使用している。

## 題材とした作品
- 美少女ゲーム『グリーングリーン』のタイトルはこの歌を意識してつけられたもので[6]、小説版に「グリーングリーン」の歌を題材にした作品がある。
- 有川浩による小説『塩の街』（電撃文庫刊）の「Scene-3.この世に生きる喜び そして悲しみのことを」がこの曲を中心として展開されている。